# Stefano Borgia

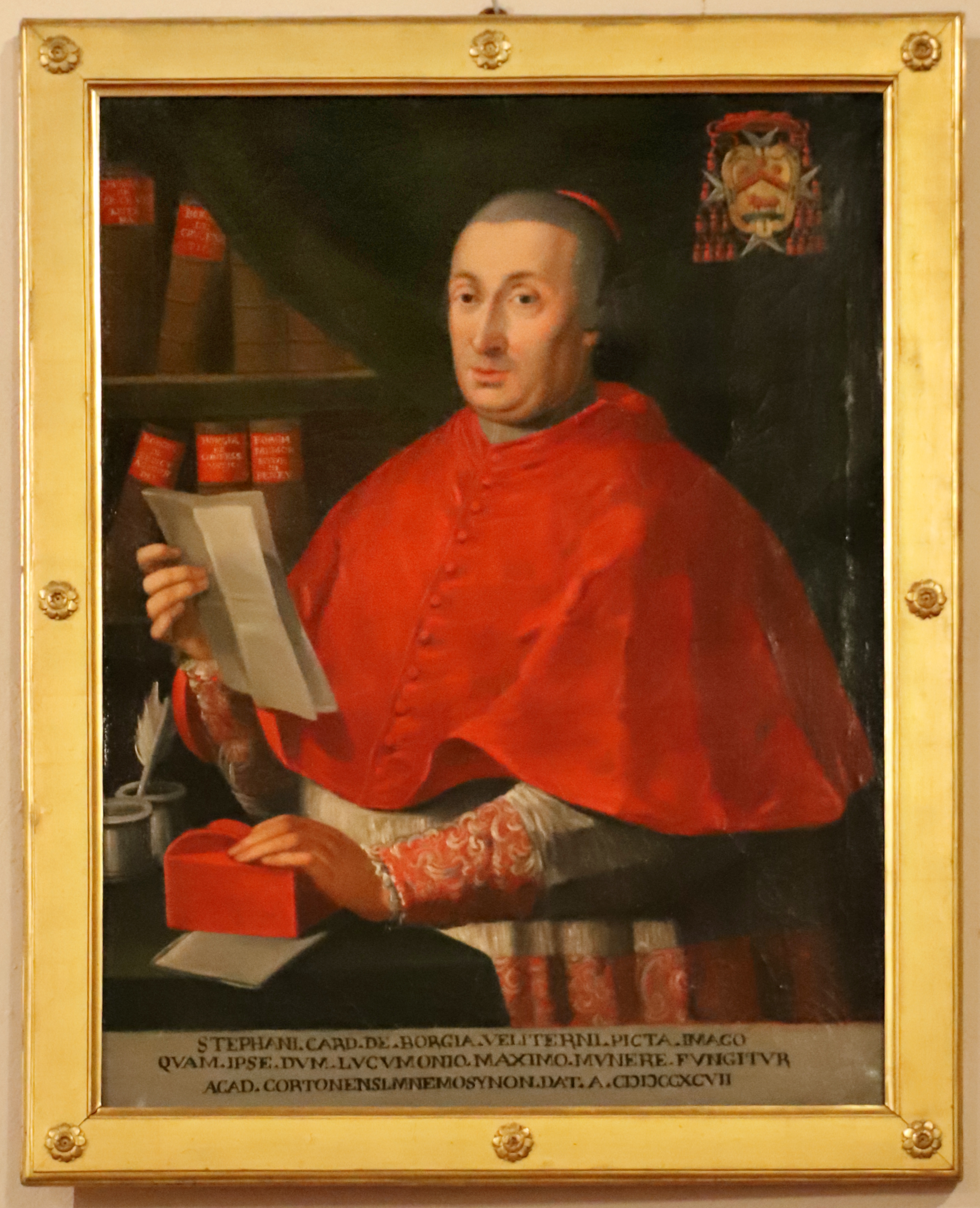
Stefano Kardinal Borgia (Gemälde, Römische Schule, um 1797)

Stefano Borgia (* 3. Dezember 1731 in Velletri, Italien; † 23. November 1804 in Lyon) war ein Kardinal der Römischen Kirche.

## Leben
Stefano Borgia wurde als zweitgeborener Sohn von seinen Eltern Camillo Borgia (1681–1763) und Maddalena Gagliardi (1708–1778) im Alter von neun Jahren dem Onkel Alessandro Borgia (1682–1764), Erzbischof von Fermo, zur Erziehung anvertraut. In Fermo studierte er unter der Anleitung des Onkels Philosophie und Theologie. 1752 wurde er an der Universität Fermo zum Doktor der Theologie promoviert. Die weitere Ausbildung, die ihm eine Karriere an der Kurie ermöglichen sollte, absolvierte Stefano Borgia als Mitglied der Accademia dei Nobili Ecclesiastici in Rom, wo er 1757 die kirchenrechtlichen Studien mit dem Doktortitel abschloss.

### Erste Ämter an der Kurie

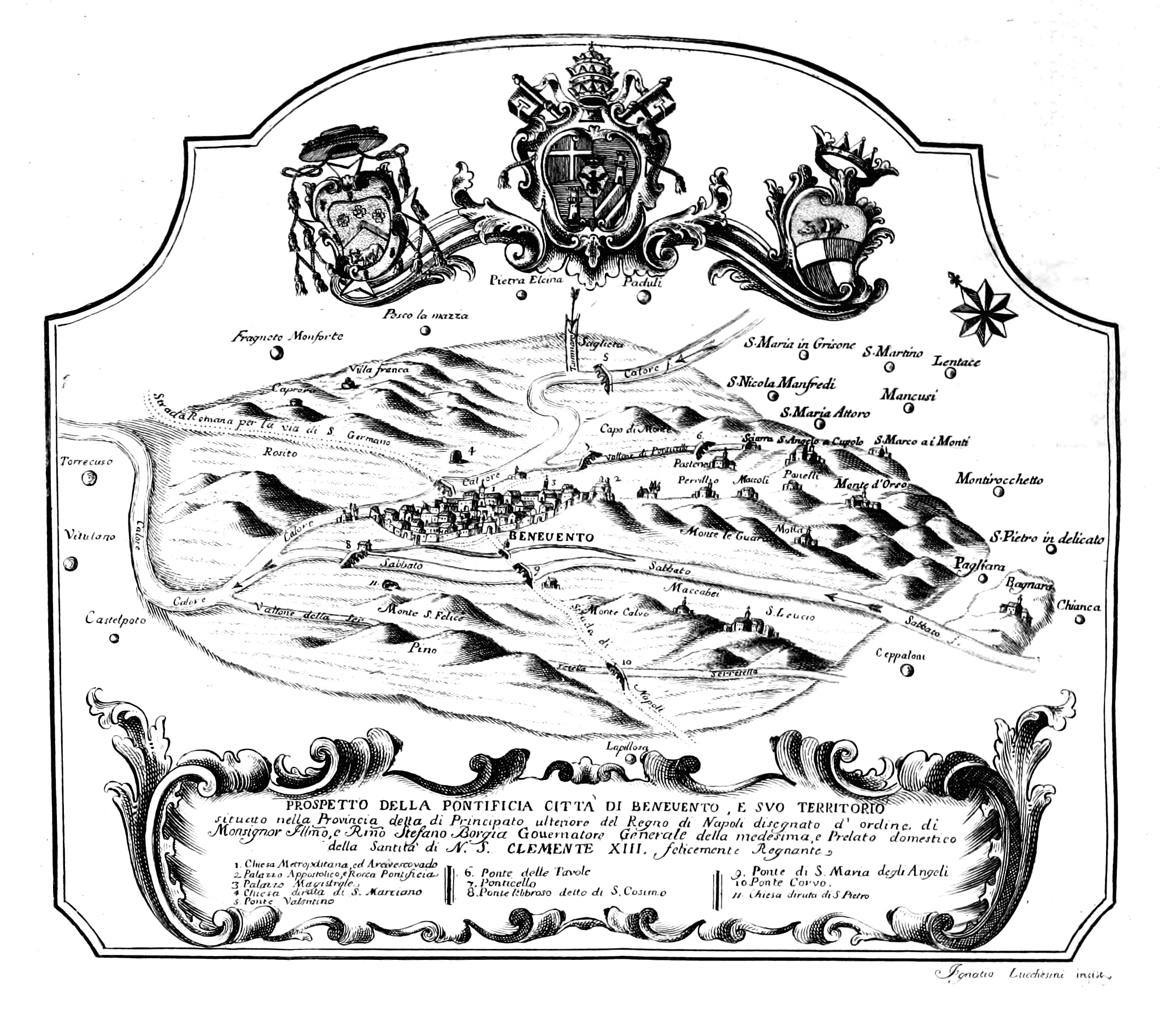
Karte des Gebiets von Benevent aus den Memorie istoriche 1763

Ende 1758 verlieh der neu gewählte Papst Clemens XIII. dem jungen Prälaten das Amt des Gouverneurs der päpstlichen Exklave Benevent, das Stefano Borgia 1759 antrat. Während seiner fünfjährigen Amtszeit bewies Borgia erfolgreich sein Verwaltungstalent. Außerdem begann er in dieser Zeit mit der Abfassung einer dreibändigen Geschichte der Stadt Benevent, den Memorie istoriche della pontificia città di Benevento dal secolo VIII al secolo XVIII.
Nach dem Ablauf seiner Amtszeit als Gouverneur kehrte er 1764 nach Rom zurück, wo er im Oktober Sekretär der Ablass- und Reliquienkongregation wurde. Dieses Amt ließ ihm genügend Freiraum zur Fortsetzung seiner historischen Studien. Noch im gleichen Jahr hatte er die Weihe zum Diakon empfangen, am 25. März 1765 folgte die Priesterweihe.
Weitere Fortschritte machte die Karriere Borgias an der Kurie erst unter Clemens XIV., der ihn 1770 zum Sekretär der für die weltweite Mission zuständigen Sacra Congregatio de Propaganda Fide ernannte. Bis zu seiner Kardinalserhebung im Jahr 1789 setzte sich Borgia in diesem Amt für eine fortschrittliche Missionspolitik ein. Außerdem gehörte er als Prüfer für den Bereich Kirchenrecht seit 1771 der Kongregation für Bischofsexamen an und 1776 wurde er einer der Konsultoren der Indexkongregation.

### Kardinalat
Mit der Erhebung zum Kardinal am 30. März 1789 schied Borgia aus dem Sekretärsamt der Missionskongregation aus. Am 3. August 1789 wurde ihm als Kardinalpriester die Titelkirche San Clemente verliehen. Außerdem gehörte er als Kardinalsmitglied weiterhin der Missionskongregation sowie fünf weiteren Kongregationen an und war seit 1793 Visitator und Protektor der Hospitäler in Perugia, Viterbo, Todi, Spoleto und Narni. Ein herausgehobeneres Amt erhielt Borgia erst im Jahr 1795, als er Präfekt der Indexkongregation wurde. Kurz vor der Besetzung Roms durch französische Truppen (Februar 1798) betraute Pius VI. Borgia zusammen mit zwei anderen Kardinälen mit der Verwaltung der Stadt Rom.
Nach der Ausrufung der Römischen Republik (15. Februar 1798) musste auch Kardinal Borgia die päpstlichen Territorien verlassen. Er zog sich nach Padua zurück, wo er sich als stellvertretender Präfekt der eigentlich aufgelösten Propagandakongregation (25. Mai 1798 – 27. September 1800) bemühte, die Organisation der Missionstätigkeit weiter aufrechtzuerhalten. Er nahm auch am Konklave in Venedig teil, das nach dem Tod Pius’ VI. tagte.
Zusammen mit dem in Venedig gewählten Papst Pius VII. kehrte Kardinal Borgia im Juli 1800 nach Rom zurück und wurde dort einer der Protagonisten der ersten päpstlichen Restauration. Borgia stand nun zusätzlich der neu eingerichteten Congregazione degli Affari Economici vor und wurde außerdem 1802 zum Studienpräfekt des Collegio Romano und zum Präfekt der Propagandakongregation ernannt.
Im November 1804 gehörte er zu den Kardinälen, die den Papst zur Krönung Napoleon Bonapartes nach Paris begleiten sollten, doch der 72-jährige Borgia erkrankte auf der Reise und starb am 23. November 1804 in Lyon an einer Lungenerkrankung.
Alessandro Borgia (1783–1872), Ordensoberhaupt (Großmeister-Statthalter) des Souveränen Malteserordens, war sein Neffe.

## Gelehrter, Sammler und Mäzen
Zu einer europaweit bekannten Figur wurde Stefano Borgia nicht so sehr durch seine Kirchenämter, sondern vielmehr als Gelehrter und Sammler, der zahlreiche Studien anregte und unterstützte. Eine wesentliche Grundlage dafür war Borgias ausgedehnte gelehrte Korrespondenz, die er nicht nur zum Austausch über eigene Forschungsprojekte und die seiner Briefpartner nutzte, sondern auch zur Erweiterung des Museum Borgianum in seinem Elternhaus in Velletri.
Dieses Museum war aus einer kleinen Familiensammlung der Borgias hervorgegangen, die vor allem antike Fundstücke aus der Umgebung und Münzen umfasste. Als Begründer gilt Stefano Borgias Großvater, Clemente Erminio Borgia. Doch erst auf Betreiben des Enkels, der als Sekretär der Missionskongregation zudem über weltweite Kontakte verfügte, entwickelte sie sich in den 1780er Jahren zum europaweit bekannten Museum Borgianum, einem ethno-antiquarisch ausgerichteten Privatmuseum, das im Gegensatz zu vielen anderen seiner Zeit für interessierte Wissenschaftler und Besucher leicht zugänglich war.
Anhand von zeitgenössischen Beschreibungen lässt sich das Ordnungsprinzip des Museum Borgianum nachvollziehen: Seine historischen Objekte waren in zehn Abteilungen gruppiert und zwar in die ägyptische, volskische, etruskische, griechische, römische, indische (bzw. asiatische), arabische, nordische, mexikanische und christliche. Diese Stücke – Kultgegenstände, Münzen, Gemälde, Handschriften, Landkarten – wurden in den Räumen des Palazzo Borgia in Velletri ausgestellt und aufbewahrt, während das Naturalienkabinett sowie die zeitgenössischen asiatischen Gebrauchsgegenstände wie zum Beispiel ein chinesisches Schreibset im Casino der Familie Borgia untergebracht wurden. Herausragend sowohl im Umfang als auch in der Qualität der Objekte waren die ägyptische, die arabische und die indische Abteilung des Museums. Zur mexikanischen Abteilung gehörte unter anderem die heute Codex Borgia genannte poblano-mixtekische Bilderhandschrift.
Doch bereits wenige Jahre nach Borgias Tod befand sich das Museum Borgianum durch einen Erbschaftsstreit zwischen der Familie Borgia und der Missionskongregation sowie durch die Finanznot der Familie in Auflösung. Heute sind seine Stücke auf verschiedene vatikanische, römische und neapolitanische Museen und Bibliotheken verteilt.
1793 wurde er zum Ehrenmitglied der Göttinger Akademie der Wissenschaften gewählt.

## Werkauswahl
- Memorie istoriche della pontificia città di Benevento dal  secolo VIII. al secolo XVIII.; divise in tre parti / raccolte ed illustrate da Stefano Borgia. Roma 1763, 1764, 1769.
- De cruce Vaticana ex dono Iustini Augusti in Parasceve majoris hebdomadæ publicæ venerationi exhiberi solita commentarius. Cui accedit ritus salutationis Crucis in Ecclesia Antiochena Syrorum servatus, nunc primum syriace & latine editus, adnotationibusque inlustratus auctore S. Borgia. Romae 1779.
- Commentarius de Cruce Veliterna. Romae 1780.
- Breve Istoria del Dominio Temporale della Sede Apostolica nelle due Sicilie; descritta in tre libri. Roma 1788.
- Difesa del dominio temporale della Sede Apostolica nelle Due Sicilie: in risposta alle scritture pubblicate in contrario. Roma 1791.